# Лепехин, Владимир Анатольевич
Владимир Анатольевич Лепе́хин (род. 5 мая 1959, Магнитогорск, Челябинская область, РСФСР, СССР) — российский социолог, политолог, журналист, политический деятель. Основатель и генеральный директор Института изучения проблем развития Евразийского экономического союза ЕАЭС (с 2010).
Депутат Государственной Думы ФС РФ первого созыва (1993—1995), главный редактор журнала «Представительная власть» (1994—1997), руководитель аналитической дирекции Первого канала (2003), аналитик телеканала «Звезда» (2007).

## Биография
В 1985 году получил высшее образование по специальности «социология» на философском факультете Московского государственного университета имени М. В. Ломоносова, учился в аспирантуре МГУ. Проходил срочную военную службу, в армии вступил в члены КПСС. В 1987 году работал в Комитете ВЛКСМ МГУ секретарём по идеологии. С 1988 по 1989 год работал в секторе политического анализа, в секторе средств массовой информации Аппарата Центрального Комитета ВЛКСМ. В 1990 году был избран на должность председателя Федерации социалистической молодёжи.
С 1990 по 1994 год преподавал в МГУ имени М. В. Ломоносова политологию. В 1991 году был избран председателем Национального совета молодёжных объединений России, работал в Комитете по делам молодёжи Правительства РСФСР членом коллегии.
В 1993 году избран депутатом Государственной думы Федерального Собрания Российской Федерации первого созыва. В Государственной думе был заместителем председателя комитета по делам общественных объединений и религиозных организаций, входил в депутатскую группу «Россия».
В 1994 году избран членом Политбюро Центрального комитета Партии любителей пива. С 1994 по 1997 год работал главным редактором журнала «Представительная власть». В 1996—1997 году в телекомпании «ВИД» руководителем еженедельного политического ток-шоу «Один на один». В 2003 году работал на Первом канале руководителем аналитической дирекции, был главным редактором интернет-портала «Выборы 2003». В 2007 году работал на телеканале «Звезда» аналитиком. С 2010 года — директор Института ЕврАзЭС-ЕАЭС.
15 января 2023 года, из-за вторжения России на Украину, внесён в санкционный список Украины за распространение кремлёвских пропагандистских нарративов для оправдания действий России и поддержку «агрессивной политики путинского режима». Предполагается блокировка активов на территории страны, приостановка выполнения экономических и финансовых обязательств, прекращение культурных обменов и сотрудничества, лишение украинских госнаград.